# ヨーロッパ国民戦線
ヨーロッパ国民戦線（European National Front、略称：ENF）は欧州連合加盟国内の国家主義、民族主義、ネオ・ファシズム政党からなる欧州議会政党。反資本主義と反社会主義の両立を目指す「第三の位置」を標榜し、概ね極右勢力の国際政党と分類される。
2014年、ヨーロッパ国民戦線を母体とした新たな欧州政党「自由と平和の同盟」（Alliance for Peace and Freedom）が結成された。

## 概要
ヨーロッパ国民戦戦線（ENF）は運営理事会を持ち、理事会選挙によって指導者である書記長を選出する。現在の指導者はロベルト・フィオレ書記長で、イタリアのファシズム政党「新しき力」の党首を兼務している。彼は参加政党の政治家達の中で唯一、実際に欧州議会の議席を得ている人間でもある。
国際組織としての思想方針は政治委員会によって採決され、所属政党の党員全てに共有される。また実際の政治活動の方法や計画については運営理事会が決定する事になっているが、理事会の一定数は政治委員会の委員も兼任している為、両者の間に齟齬が生じる事は少ない。
参加政党の資格については党の決定した政策方針に同意できる政党なら、基本的に参加申請を出す事が出来る。ただし、運営理事会と政治委員会の審査によって不適合とされた場合は除外される。また協力関係にある政党（提携政党）に関しては政治委員会の決定のみでその資格を得る事が出来る。

## 参加政党

### 正規加盟
- ドイツ国家民主党（ ドイツ）
- 新しき力（ イタリア）
- 新生ポーランド（ ポーランド）
- 新たな右翼（ ルーマニア）
- ファランヘ党（ スペイン）
- 黄金の夜明け（ ギリシャ）

### 提携政党
- ブルガリア国民同盟（ ブルガリア））
- 国民同盟（ オランダ）
- 国家改革党（ ポルトガル）